# Tadeusz Makowski
 (février 2023).
Si vous disposez d'ouvrages ou d'articles de référence ou si vous connaissez des sites web de qualité traitant du thème abordé ici, merci de compléter l'article en donnant les références utiles à sa vérifiabilité et en les liant à la section « Notes et références ».
Pour les articles homonymes, voir Makowski.
Józef Tadeusz Makowski, connu en France sous le nom de Tadé Makowski, né le 21 janvier 1882 à Oświęcim en Pologne et mort le 1er novembre 1932 à Paris, est un peintre polonais ayant principalement exercé son art en France. Peintre paysagiste à ses débuts, il évolue vers le postimpressionnisme et le cubisme au cours de sa carrière. Il réalise plus de six cents peintures à l'huile et des milliers de dessins et aquarelles, dont les thèmes principaux sont les enfants, le monde du travail et la nature.

## Biographie
Tadeusz est né à Oświęcim en Pologne en 1882, de Stanislas et Pétronille Vanczemy. Il étudie à l'université Jagellonne de 1902 à 1906 et les beaux-arts à l'Académie des beaux-arts de Cracovie de 1903 à 1908 auprès des peintres Jan Stanisławski (en) et Józef Mehoffer. 
Il s'installe à Paris à l'automne 1908. Admiratif des œuvres du peintre Pierre Puvis de Chavannes, il se lie d'amitié en 1910 avec le peintre Henri Le Fauconnier et fréquente le groupe des peintres cubistes de Montparnasse. Il participe au Salon des indépendants de 1913. Au début de la Première Guerre mondiale, il quitte Paris. Invité par Władysław Ślewiński en Bretagne, il s'installe dans le port de pêche de Doëlan dans le Finistère, avant de revenir à Paris à la fin du conflit. Il effectue au cours des années suivantes plusieurs voyages en Bretagne et séjourne notamment en Auvergne et aux Pays-Bas. En 1923, il expose en compagnie de plusieurs peintres, dont son ami Marcel Gromaire, au sein de la galerie d'art de Berthe Weill, expérience qu'il renouvelle seul en 1927 et 1928. Dans la capitale, il se lie d'amitié avec Simon Laks, compositeur et violoniste
Il meurt à Paris en 1932 et repose au cimetière des Champeaux de Montmorency.

## Galerie

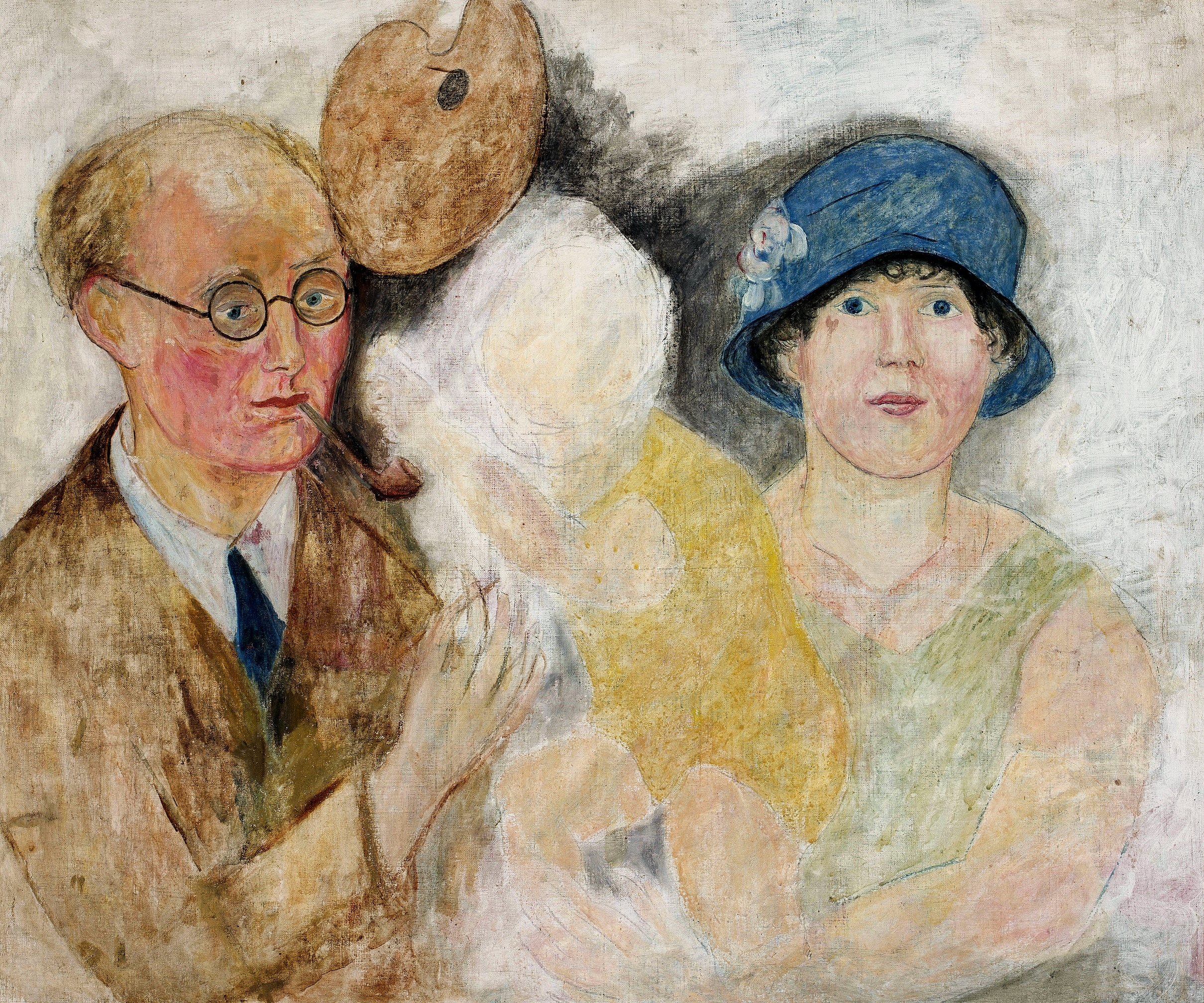
Portrait de Marcel Gromaire et sa famille (vers 1925), musée national de Varsovie
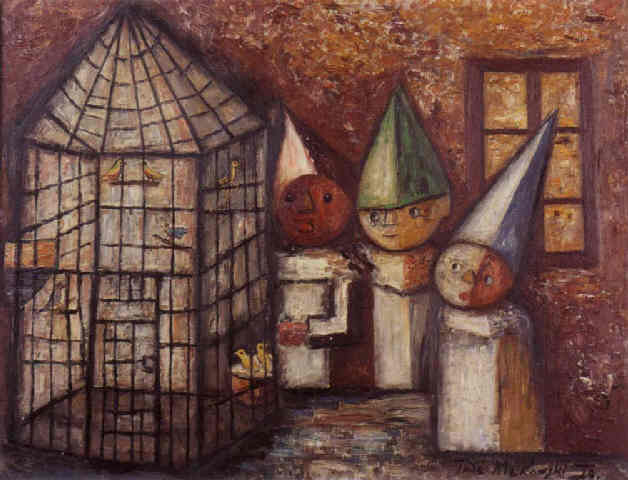
Les Oiseaux (1929)
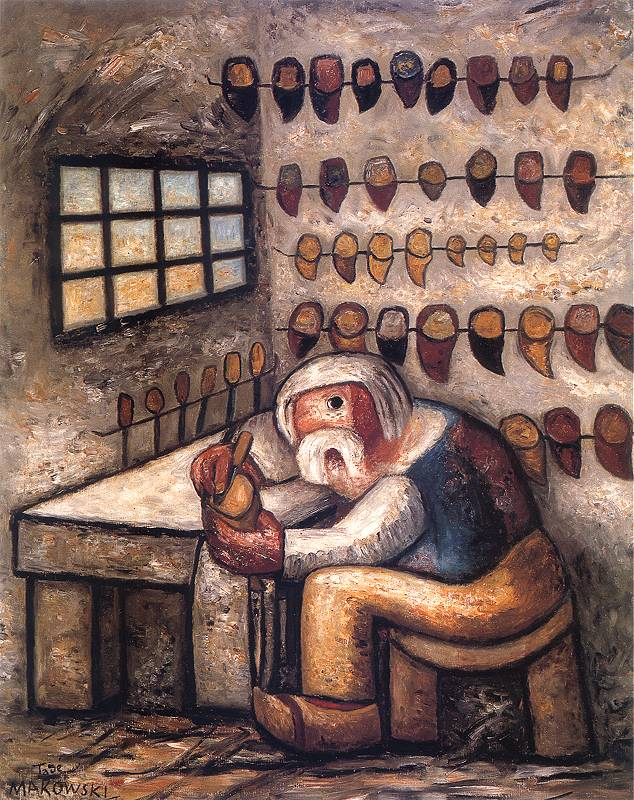
Le Cordonnier (1930)
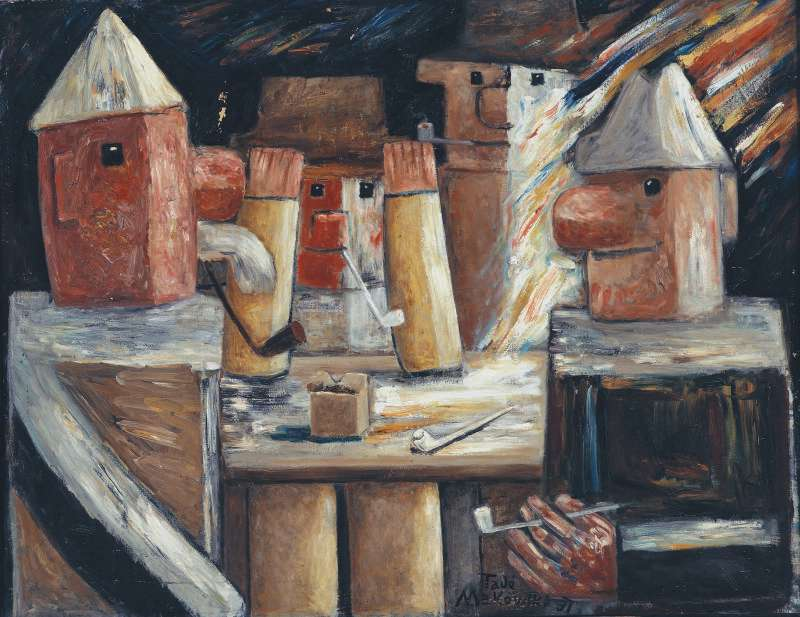
Les Fumeurs de pipes (1931)
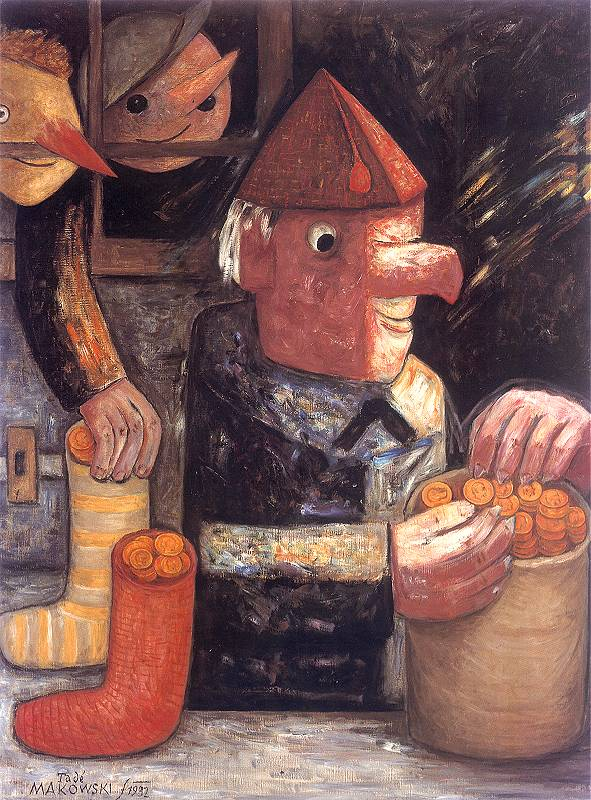
L'Avare (1932)
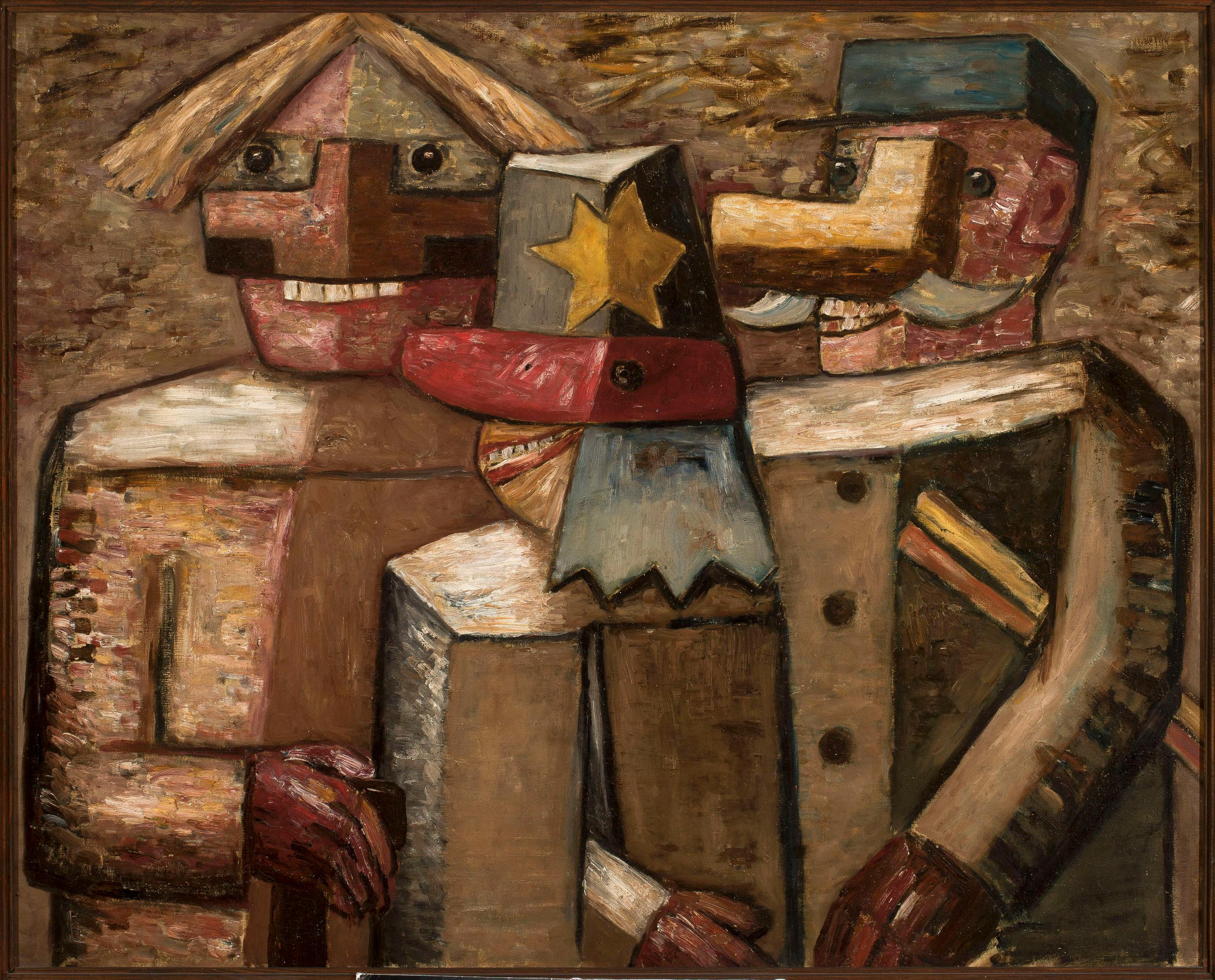
Les Cheminots (vers 1930), musée national de Varsovie